# شهوه
روستای شهوه (معصومیه) یکی از روستاهای دهستان معصومیه واقع در شهرستان اراک در استان مرکزی در کشور ایران می‌باشد.

## موقعیت جغرافیایی
حدوداً در فاصله ۱۳ کیلومتری مشرق شهر اراک واقع شده‌است مرکز دهستان معصومیه (شهوه) است مختصات جغرافیایی روستای شهوه (معصومیه) در ۴۹ درجه و ۵۴ دقیقه طول جغرافیایی و ۳۴ درجه و ۵ دقیقه عرض جغرافیایی ثبت شده‌است و ارتفاع متوسط آن از سطح دریا ۱۶۷۵ متر می‌باشد.

## جمعیت
این روستا در دهستان معصومیه قرار دارد و براساس سرشماری مرکز آمار ایران در سال ۱۳۸۵، جمعیت آن ۲٬۱۰۱ نفر (۶۲۵خانوار) بوده‌است. مردم این روستا مسلمان و شیعه مذهب هستند که به زبان فارسی تکلم می‌کنند و بیشتر به کشاورزی، دامداری، و صنعت اشتغال دارند.

## تاریخچه شکل‌گیری
واژه شهوه از دو قسمت شه+وه تشکیل شده که شه همان مخفف شاه و «وه» که تعابیر مختلفی از آن می‌شود. واژه «وه» در نام بسیاری از شهرها و روستاهای کهن ایران در بخش غربی و مرکزی بکار برده شده‌است که از آن جمله می‌توان به روستای باستانی «هزاوه» در شهر اراک و همچنین روستای باستانی «آوه» در نزدیکی شهر ساوه و نیز خود شهر «ساوه» را نام برد. احتمالاً «وه» از زبان پهلوی گرفته شده و به معنای «پسند» از مصدر پسندیدن می‌باشد. امروزه این واژه در زبان کردی نیز مرسوم می‌باشد؛ و اگر حرف «و» را با کسره تلفظ کنیم معنی «خوب» می‌دهد.
با توجه به نزدیکی روستای «شهسواران» در نزدیکی این روستا احتمالاً واژ «شه» یا همان شاه به منظور خاصی مورد استفاده بوده‌است.
در هر صورت با توجه به اشیا کشف شده در سالهای دهه چهل هجری شمسی (که متأسفانه به ثبت نرسیده و تنها در ذهن اهالی مانده) و نیز قنوات و امامزادگانی که در محدوده نسبتاً وسیع این روستا واقع شده (از روستای امان آباد تا مرز کویر) می‌توان قدمتی به مراتب بالاتر از دوره قاجاریه که اشتباهاً نام این روستا رابرگرفته از این دوره می‌دانند متصور شد.
بنابر متون کتب تاریخی مختلف، بین فتحعلی شاه قاجار و اولین صدراعظم وی یعنی حاجی ابراهیم خان کلانتر اعتماد الدوله اختلاف نظر و اختلاف سلیقه پیش می‌آید و در نهایت شاه قاجار موفق می‌شود در دهه اول ذی القعده ۱۲۱۵ هجری قمری برابر با جشن نوروز و ابتدای سال ۱۱۸۰ هجری شمسی با همکاری عده‌ای از خاصان و نزدیکان مورد اعتمادش (ایمانی خان فراهانی و ربیع خان کزازی که از محارم دربار فتحعلی شاه قاجار بودند) در سراسر ایران حاجی ابراهیم خان اعتمادالدوله و کلیه وابستگان وی را که دارای پست و مقام (نظیر حکومت شهرهای اصفهان، شیراز، بروجرد، تهران و…) بودند دستگیر و معدوم نماید.
پس از اتمام عملیات مذکور که به نوعی کودتائی خونین محسوب می‌شد، نوبت به قدردانی و تشکر از همکاران رسید. به بعضی از این افراد نظیر میرزا شفیع و محمد حسن خان، مقام صدارت اعظمی و به برخی دیگر مانند میرزا ابوالحسن خان، مقام سفیری در کشورهای خارجی و بالاخره به افراد دیگری نظیر ایمانی خان فراهانی و ربیع خان کزازی، سرزمین هائی به عنوان تیول همراه با حکومت بخشی از کشور داده شد.
ناحیه مورد بحث این مقاله یعنی دهستان شهوه (معصومیه) و روستای شهوه (معصومیه) نیز یکی از این موهبت‌های شاه قاجار به ایمانی خان بوده و در نتیجه نام شهوه (شه بخش) به این ناحیه اختصاص می‌یابد.
```
استاد ابراهیم دهگان در کتاب 
تاریخ اراک
 جلد دوم صفحه ۱۰۰ و همچنین در کتاب کارنامه یا دو بخش دیگر از تاریخ اراک، صفحه ۱۴۷ به بعد عنوان می‌کند که پادشاهان سلسله قاجار با بزرگان این ناحیه نظیر حاج طاهر، ایمانی خان، منصورخان، محمدحسن‌خان، امان‌اله‌خان و… ارتباط نزدیکی داشته و بعضاً نیز
```

اراضی و اماکنی را به ایشان بخشیده‌اند.
```
مجدداً زنده‌یاد استاد دهگان در کتاب گزارشنامه، در صفحه ۱۷۰ ذیل نام شهوه عنوان می‌کند: «... اما کلمه شهوه، از صورت لغت پیداست که مرکب از دو واژه «شه» و «وه» است. عضو اول لغت محرف شاه و شاید در قدیم صفت یا مضاف‌الیه هم داشته‌است، مثلاً ده مخصوص به شاه… و عضو دوم لغت ((وه به معنای بهتر…» و استاد سپس با تواضع بسیار در صفحه بعد عنوان می‌نماید که به معنی عضو اول اطمینان دارد ولی برای مضاف کلمه توضیحی ندارد.
```

## قنات‌ها
این روستا در ایام گذشته دارای دو رشته قنات بوده‌است.
یکی از قنات‌ها که در دهه اخیر هنوز جاری بوده از روستای امان آباد سرچشمه می‌گرفته و پس از عبور از داخل روستا و زمین‌های مزروعی در دشت‌های سیاه خشت رها می‌گردیده‌است.

## کوه‌های مهم
یک قله کوه به صورت تکی در ناحیه جنوب غرب روستا قرار دارد که تیلوار نامیده می‌شود و مردم روستا همه ساله عید نوروز از طبیعت این کوه بازدید می‌کنند. بیشتر مردم روستای شهوه و قلعه نو در بعد از ظهر روز سیزده بدر در دامنه تیلوار جمع می‌شوند و بازی‌های محلی مثل آلوغ بازی (الک دولک) و کوشک بازی را انجام می‌دهند

## آثار تاریخی
مسجد جامع روستای شهوه

## بقاع متبرک
امامزاده دو خواهران از نوادگان امام موسی کاظم (ع)